# Entoilage
L'entoilage d'un vêtement désigne une couche de matière (généralement textile) fixée au tissu d'un vêtement afin d'en augmenter la rigidité. Il peut également désigner le procédé consistant à fixer cette couche de matière au tissu extérieur du vêtement. Il est principalement utilisé pour les vestes de costume pour homme, ou dans les manteaux.

## Entoilage des vestes
L'entoilage des vestes pour homme est constitué d'une toile, généralement à base de crin de cheval, servant à assurer le maintien de la pièce de vêtement sur l'avant du corps, ainsi qu'au niveau des épaules. La rigidité apportée au tissu permet d'éviter les plis et de donner un aspect plus lisse au vêtement. Cet entoilage peut être combiné à un padding (couche de textile supplémentaire ajoutée à la toile) afin de donner du volume, notamment pour augmenter la carrure aux épaules.

## Procédé d'entoilage
Effectué à la main par un tailleur, le procédé d'entoilage consiste à coudre la couche d'entoilage au support de tissu à l'aide d'un crochet.